# Alexandru N. Lahovari
Alexandru N. Lahovari (n. 16 august 1840, București – d. 4 martie 1897, Paris) a fost un politician și ministru de externe român. A fost fratele lui Iacob N. Lahovari și Ion N. Lahovari.

## Biografie
În urma decesului subit al lui Alexandru N. Lahovari la Paris, pe prima pagină a ziarului Epoca nr. 394 de joi 6 martie 1897 a apărut un necrolog care rezumă viața și activitatea acestuia:
Străbunicul său a fost caimacam al Olteniei; bunicul său a reprezentat județul Vâlcea în Obșteasca Adunare de la 1831, primul Parlament român; tatăl său, Nicolae Lahovari, a fost un foarte prețuit om politic care a ocupat demnitățile de membru al Divanului ad-hoc, senator și sub-secretar de Stat al afacerilor străine.
Alexandru Lahovari și-a făcut studiile secundare în liceul Louis-le-Grand din Paris, și tot la Paris a urmat și facultatea de drept, de unde a obținut, la 1865, diploma de doctor. După un scurt stagiu în magistratură, Alexandru Lahovari a intrat în politică.

## Viața politică
A fost ales deputat în prima Cameră după Constituantă, a întemeiat «juna dreaptă» cu Ion Ghica, Petre P. Carp, Gheorghe Grigore Cantacuzino și Ion C. Grădișteanu.
La 30 iulie 1867, Alexandru Lahovari a fost numit secretar general și director al ministerului afacerilor străine, post pe care l-a ocupat până la 11 octombrie acel an.
La 20 aprilie 1870, în vremea cea mai critică pentru România, a intrat în cabinetul lui Manolache Costache Epureanu, luând portofoliul justiției (până la 14 decembrie 1870).
În vremea cabinetului Ion Ghica, Lahovari s-a numărat printre cel 40 deputați conservatori care, prin energicele lor demonstrații de lealitate, au împiedicat abdicarea principelui Carol.
Formându-se, la 11 martie 1871, guvernul Lascăr Catargiu, Alexandru Lahovari a luat portofoliul justiției, pe care l-a ținut patru ani și jumătate. În timpul acesta, Lahovari a făcut însemnata reformă a codului penal și a procedurii penale.
Aflat în opoziție, sub guvernarea de doisprezece ani al lui Ion Constantin Brătianu (Guvernul Ion C. Brătianu (1), Guvernul Ion C. Brătianu (2), Guvernul Ion C. Brătianu (3) și Guvernul Ion C. Brătianu (4)), Alexandru Lahovari a jucat, în această perioadă, roluri hotărâtoare în chestiunile cele mai vitale pentru țară — cum a fost „Chestiunea Dunării” și altele.
De la 1884 și până la 1888, Lahovari a fost «Fulgerul» faimoasei opozițiuni care a dărâmat regimul lui I. C. Brătianu.
Sub ultimul regim conservator (Guvernul Theodor Rosetti (2), Guvernul Lascăr Catargiu (3), Guvernul George Manu și Guvernul Lascăr Catargiu (4)), Alexandru Lahovari a ocupat succesiv, din noiembrie 1888 și până în octombrie 1895, portofoliile domeniilor, lucrărilor publice și afacerilor străine, legându-și numele de mari servicii aduse țării.

## Galerie imagini

Medalie de bronz cu diametrul de 65 mm, gravată de Carniol Fiul, emisă în 1897, cu ocazia morții lui Alexandru N. Lahovari